# Сучкі (Елцький повіт)
Сучкі (пол. Suczki, нім. Sutzken, 1938-45: Morgengrund) — село в Польщі, у гміні Елк Елцького повіту Вармінсько-Мазурського воєводства.
Населення — 93 особи (2011).
У 1975-1998 роках село належало до Сувальського воєводства.

## Демографія
Демографічна структура станом на 31 березня 2011 року:
|          | Загалом | Допрацездатний вік | Працездатний вік | Постпрацездатний вік |
| -------- | ------- | ------------------ | ---------------- | -------------------- |
| Чоловіки | 46      | 14                 | 27               | 5                    |
| Жінки    | 47      | 12                 | 26               | 9                    |
| Разом    | 93      | 26                 | 53               | 14                   |